# Андрей (Поспелов)
Епископ Андре́й (в миру — Михаи́л Ива́нович Поспе́лов; 1820, село Кадное, Тульская губерния — 30 мая [11 июня] 1868, Владимир) — епископ Русской православной церкви, епископ Муромский, первый викарий Владимирской епархии.

## Биография
Родился в 1820 году в селе Кадное Ефремовского уезда Тульской губернии в семье священника Иоанна Поспелова.
С 1834 года учился в Тульской духовной семинарии. В 1840 году поступил в Московскую духовную академию; 5 апреля 1842 года пострижен в монашество, а 19 апреля рукоположён во иеродиакона. В 1844 году окончил Московскую духовную академию и 20 июля 1844 года был рукоположён во иеромонаха; 12 декабря 1844 года назначен преподавателем Ярославской духовной семинарии. Спустя год, 11 декабря 1845 года получил степень магистра богословия и 11 января 1846 года был назначен инспектором Ярославской духовной семинарии.
11 октября 1853 года возведён в сан архимандрита.
С 23 сентября 1855 года — инспектор Тульской духовной семинарии; 11 августа 1859 года назначен ректором Тульской духовной семинарии, настоятелем Белёвского Спасо-Преображенского монастыря, членом консистории и редактором «Тульских епархиальных ведомостей».
В 1866 году архимандрит Андрей был вызван в Санкт-Петербург на чреду священнослужения.
По просьбе архиепископа Владимирского и Суздальского Антония (Павлинского), указывавшего на необходимость иметь в обширной и населённой Владимирской епархии помощника-викария, Синод учреждил Муромское викариатство. 21 марта 1868 года архимандрит Андрей был наречён во епископа Муромского, викария Владимирской епархии. 7 апреля 1868 года хиротонисан во епископа Муромского, викария Владимирской епархии.
Вскоре по прибытии во Владимир епископ Андрей занемог, однако продолжал служебную деятельность, и его болезнь не представлялась ему опасной. Но застарелый ревматизм осложнился органическим пороком сердца.
Скончался на 49-м году жизни 30 мая (11 июня) 1868 года от сердечного и лёгочного ударов на фоне застарелого ревматизма в Богородице-Рождественском монастыре во Владимире.
Архиепископ Антоний (Павлинский), которого новость о кончине застала в Меленковском уезде, сделал на месте необходимые распоряжения о погребении епископа Андрея, попросив жившего в Боголюбском монастыре на покое Иустина (Михайлова) совершить всё необходимое. 3 июня 1868 года епископ Иустин при большом стечении народа совершил погребение Андрея в Георгиевском приделе Успенского собора. Архиепископ Антоний молился о почившем викарии в Муроме, где находился по распорядку поездки, вместе с муромлянами.